# Ulrich Schlotmann
Ulrich Schlotmann (* 11. August 1962 in Balve) ist ein deutscher Schriftsteller.

## Leben
Ulrich Schlotmann absolvierte seine Schulzeit teilweise in Internaten in Paderborn und Werl. Nach dem Abitur, das er 1980 ablegte, und dem Zivildienst an einem Landeskrankenhaus ging er 1982 nach Berlin.
Ulrich Schlotmann ist Verfasser von Prosatexten.

## Werke
Als Autor
- Vivat Vivat Hoher Priester, Ritter Verlag, Klagenfurt 2022, ISBN 978-3-85415-640-6.
- Die Freuden der Jagd, Urs Engeler Editor, Weil am Rhein 2009, ISBN 978-3-93876771-9.
- Bluten, Wald, Ritter Verlag, Klagenfurt 1999, ISBN 978-3-85415-257-6.
- In die feuchten Wälder gehen, Ritter Verlag, Klagenfurt 1996, ISBN 978-3-85415-182-1.
- Entlöse, Maas Verlag, Berlin 1993, ISBN 978-3-92901009-1.

Als Herausgeber:
- zusammen mit Max Aufischer: Dichtarbeit – Schreibprozesse, Ritter Verlag, Klagenfurt 2016, ISBN 978-3-85415-550-8.

## Auszeichnungen und Stipendien
- 2022 Heimrad-Bäcker-Preis[1][2]
- 2022 Arbeitsstipendium deutschsprachige Literatur der Senatsverwaltung für Kultur und Europa

- 2021 Stipendium auf dem Künstlerhof Schreyahn
- 2020 Sonderstipendium der Senatsverwaltung für Kultur und Europa Berlin
- 2019 Stipendium im Künstlerhaus Edenkoben
- 2018 Stipendium der Stiftung Preußische Seehandlung
- 2018 Alfred-Döblin-Stipendium

- 2017 Werkstipendium des Deutschen Literaturfonds[3]
- 2015/16 Stadtschreiber von Graz[4]
- 2014 Writer-in-Residence am Allegheny College in Meadville, Pennsylvania
- 2013 Clara-und-Eduard-Rosenthal-Stipendium/Stadtschreiber Jena
- 2012, 1997 Künstlerhaus Schloss Wiepersdorf
- 2011, 2006, 2000 Arbeitsstipendium für Berliner Autorinnen und Autoren
- 2010 Künstlerdorf Schöppingen
- 2008 Literaturpreis Floriana
- 2008 Finalist beim Literaturwettbewerb Wartholz
- 2006 Arbeitsstipendium für Berliner Autorinnen und Autoren
- 2003 Arbeitsstipendium Notgemeinschaft der Deutschen Kunst
- 2000 Aufenthaltsstipendium des Berliner Senats in Amsterdam
- 2000 Arbeitsstipendium für Berliner Autorinnen und Autoren
- 1999 Künstlerhaus Lukas in Ahrenshoop
- 1999 Akademie Schloss Solitude